# アレクサンドル・アルブーゾフ
アレクサンドル・アルブーゾフ(Aleksandr Arbuzov)は、ロシア帝国、ソビエト連邦の化学者である。ミカエリス・アルブーゾフ反応の発見で知られる。
ビリャルスクで生まれ、カザン大学のアレクサンデル・ザイツェフの下で教育を受けた。1900年に卒業して、1911年に同大学の教授となり、第二次世界大戦後には、ソビエト連邦有機化学研究所の責任者となった。
1943年にスターリン国家賞を授与された。
科学的な研究に加え、A Brief Sktech of the Development of Organic Chemistry in Russian (1948)という著書も著している。

## 関連文献
- “Aleksandr Erminingeldovich Arbuzov”. Zeitschrift Russian Chemical Bulletin 11 (10):  1625. (1962). doi:10.1007/BF00920247.
- A M Sladkov (1967). “Aleksandr Erminingeldovich Arbuzov”. Russ. Chem. Rev. 36 (9):  639. Bibcode: 1967RuCRv..36..639S. doi:10.1070/RC1967v036n09ABEH001678.